# Campsicnemus contortus
Campsicnemus contortus är en tvåvingeart som beskrevs av Octave Parent 1937. Campsicnemus contortus ingår i släktet Campsicnemus och familjen styltflugor. Inga underarter finns listade i Catalogue of Life.